# Ministro del Interior de Georgia
El ministro del Interior de Georgia (en Georgiano: შინაგან საქმეთა მინისტრი, romanizado; shinagan sakmeta minist'ri) es el ministro encargado de dirigir el Ministerio del Interior de Georgia y ejerce el mando de las fuerzas de seguridad civil del Estado georgiano, es designado por el primer ministro de Georgia y responde a su autoridad. 